# Scoperta indipendente
Una scoperta indipendente è una scoperta fatta simultaneamente o anche in tempi diversi ma ravvicinati da due o più ricercatori o gruppi di ricercatori: il termine è in particolare usato in astronomia.
In alcuni ambiti, come quello dello sviluppo delle tecniche di fotografia (al riguardo si può leggere la vicenda di Hippolyte Bayard) viene anche usato il termine "poligenesi creativa".
Una scoperta scientifica viene attribuita, di norma, al primo ricercatore o gruppo di ricerca che la pubblica. Una scoperta è attribuibile a più scopritori solamente se le rispettive richieste di pubblicazione sono state inoltrate prima della prima effettiva pubblicazione della scoperta in oggetto.
Esistono molti casi famosi di scoperte indipendenti. Uno dei più celebri è la formulazione della teoria dell'evoluzione, elaborata da Alfred Russel Wallace anni prima di Charles Darwin: Wallace non volle mai rivendicare la priorità della scoperta e lasciò a Darwin il merito per la formulazione della teoria.

## Astronomia
In astronomia la scoperta indipendente è molto comune, specialmente tra gli astrofili; spesso nuovi oggetti o fenomeni celesti raggiungono una luminosità tale da essere visibili anche con piccoli telescopi o binocoli, in tali casi accade relativamente spesso che astronomi e/o astrofili li scoprano nello stesso tempo o quasi e che quindi ci siano degli scopritori ufficiali e tutti gli altri siano solo scopritori indipendenti: di fatto il riconoscimento della scoperta indipendente è privo di valore effettivo, è solo un riconoscimento morale.
Con l'eccezione delle comete non esistono regole fisse per stabilire chi è uno scopritore ufficiale o uno scopritore indipendente. L'Unione Astronomica Internazionale (IAU) ha stabilito che solo tre persone o team o sonde spaziali, possano essere gli scopritori ufficiali di una cometa, ovviamente i primi tre a comunicare la scoperta al Central Bureau for Astronomical Telegrams (CBAT), gli altri possono solo essere scopritori indipendenti, ma non è stato stabilito un tempo massimo per annunciare la scoperta, per cui si hanno casi di comete con un solo scopritore o due scopritori: col passare del tempo si è visto che l'intervallo temporale per essere uno scopritore ufficiale si è sempre più ristretto, a causa della maggior velocità delle comunicazioni, che oggigiorno vengono fatte nella maggior parte via Internet, quasi in tempo reale. Riguardo agli altri corpi o fenomeni celesti l'attribuzione della scoperta è fatta caso per caso, suscitando in alcuni casi perplessità o contestazioni.

## Esempi di scoperte indipendenti in astronomia
- Nebulosa M42[7]
- nova V1500 Cygni[8]
- nova V2275 Cyg[9]
- nova V1494 Aql[10]
- supernova 1987A[11][12]
- supernova 2008A in NGC 634[13]
- cometa C/1968 H1 Tago-Honda-Yamamoto[14]
- cometa C/1968 N1 Honda [15]
- cometa C/1975 T2 Suzuki-Saigusa-Mori[16]
- cometa 153P/Ikeya-Zhang[17]
- esopianeta XO-5b[18]